# Список премьер-министров Вьетнама
Премьер-министр Социалистической Республики Вьетнам (вьет. Thủ tướng Chính phủ nước Cộng hòa xã hội chủ nghĩa Việt Nam), с 1981 по 1992 годы эта должность именовалась Председатель Совета Министров (вьет. Chu tich Hoi đong Bo truong) — глава правительства Вьетнама. Премьер-министр Вьетнама по должности одновременно является секретарем партийного органа по государственным делам и заместителем председателя Совета по обороне и безопасности.Поскольку Вьетнам — однопартийное государство, все премьер-министры Демократической Республики Вьетнам и Социалистической Республики Вьетнам были членами Коммунистической партии Вьетнама. Нынешний премьер-министр Вьетнама — Фам Минь Тинь.
Первым премьер-министром Демократической Республики Вьетнам был Хо Ши Мин. За всю историю ДРВ и СРВ пост премьер-министра занимало восемь человек (без учёта премьер-министров Южного Вьетнама).
Премьер-министр Вьетнама избирается Национальным собранием по представлению Президента СРВ в и несет ответственность перед Национальным собранием, которое избирает всех министров в правительстве. Отчеты о деятельности премьер-министра должны предоставляться в Национальное собрание, а Постоянный комитет Национального собрания контролирует текущую деятельность правительства и премьер-министра. Депутаты Национального собрания имеют право направлять запросы премьер-министру и другим членам правительства Вьетнама.

## Премьер-министры Демократической республики Вьетнам (1945—1976)
| No. | No. | Фамилия (годы жизни)     | Фото                                     | Ранг в политбюро ЦК КПВ                                                                | Вступление в должность | Уход с должности | Национальная ассамблея |
| --- | --- | ------------------------ | ---------------------------------------- | -------------------------------------------------------------------------------------- | ---------------------- | ---------------- | ---------------------- |
| 1   | 1   | Хо Ши Мин (1890—1969)    |                                          | 1                                                                                      | 2 сентября 1945        | 20 сентября 1955 | 1 созыв (1946—1960)    |
| 2   | 2   | Фам Ван Донг (1906—2000) | A young man wearing traditional clothing | 6                                                                                      | 20 сентября 1955       | 2 июля 1976      | 1 созыв (1946—1960)    |
| 2   | 2   | Фам Ван Донг (1906—2000) | A young man wearing traditional clothing | 5 Фам Ван Донг стал 4-м по рангу членом политбюро после смерти Хо Ши Мина в 1969 году. | 20 сентября 1955       | 2 июля 1976      | 2 созыв (1960—1964)    |
| 2   | 2   | Фам Ван Донг (1906—2000) | A young man wearing traditional clothing | 5 Фам Ван Донг стал 4-м по рангу членом политбюро после смерти Хо Ши Мина в 1969 году. | 20 сентября 1955       | 2 июля 1976      | 3 созыв (1964—1971)    |
| 2   | 2   | Фам Ван Донг (1906—2000) | A young man wearing traditional clothing | 4                                                                                      | 20 сентября 1955       | 2 июля 1976      | 4 созыв (1971—1975)    |
| 2   | 2   | Фам Ван Донг (1906—2000) | A young man wearing traditional clothing | 4                                                                                      | 20 сентября 1955       | 2 июля 1976      | 5 созыв (1975—1976)    |

## Председатель Временного революционного правительства Республики Южный Вьетнам (1969—1976)
См. также Руководители Южного Вьетнама
| No. | No. | Фамилия (годы жизни)      | Фото | Вступление в должность | Уход с должности | Президент                 |
| --- | --- | ------------------------- | ---- | ---------------------- | ---------------- | ------------------------- |
| 3   | 1   | Хюинь Тан Фат (1913—1989) |      | 8 июня 1969            | 2 июля 1976      | Нгуен Хыу Тхо (1910—1996) |

## Главы правительства Социалистической республики Вьетнам (1976 — настоящее время)

### Премьер-министр (1976—1981)
| No. | No. | Фамилия (годы жизни)     | Фото                                     | Ранг в политбюро ЦК КПВ | Вступление в должность | Уход с должности | Национальная ассамблея |
| --- | --- | ------------------------ | ---------------------------------------- | ----------------------- | ---------------------- | ---------------- | ---------------------- |
| 2   | 1   | Фам Ван Донг (1906—2000) | A young man wearing traditional clothing | 3                       | 2 июля 1976            | 4 июля 1981      | 6 созыв (1976—1981)    |

### Председатель Совета Министров (1981—1992)
| No. | No. | Фамилия (годы жизни)              | Фото                                            | Ранг в политбюро ЦК КПВ | Вступление в должность | Уход с должности | Национальная ассамблея |
| --- | --- | --------------------------------- | ----------------------------------------------- | ----------------------- | ---------------------- | ---------------- | ---------------------- |
| 2   | 1   | Фам Ван Донг (1906—2000)          |                                                 | 3 (до 1986 года) 2      | 4 июля 1981            | 18 июня 1987     | 7 созыв (1981—1987)    |
| 4   | 2   | Фам Хунг (1912—1988)              |                                                 | 2                       | 18 июня 1987           | 10 марта 1988    | 8 созыв (1987—1992)    |
| —   | —   | Во Ван Киет (Шау Зан) (1922—2008) |                                                 | 5                       | 10 марта 1988          | 22 июня 1988     | 8 созыв (1987—1992)    |
| 5   | 3   | До Мыой (1917—2018)               | An old graying man wearing traditional clothing | 3                       | 22 июня 1988           | 8 августа 1991   | 8 созыв (1987—1992)    |
| 6   | 4   | Во Ван Киет (Шау Зан) (1922—2008) |                                                 | 3                       | 8 августа 1991         | 24 сентября 1992 | 8 созыв (1987—1992)    |

### Премьер-министры (1992 — настоящее время)
| 6  | 4 | Во Ван Киет (Шау Зан) (1922—2008) |                      | 3 | 24 сентября 1992 | 24 сентября 1997 | 9 созыв (1992—1997)  |                      |                      |
| 7  | 5 | Фан Ван Кхай (1933—2018)          |                      | 3 | 24 сентября 1997 | 27 июня 2006     | 10 созыв (1997—2002) |                      |                      |
| 7  | 5 | Фан Ван Кхай (1933—2018)          | 11 созыв (2002—2007) | 3 | 24 сентября 1997 | 27 июня 2006     |                      |                      |                      |
| 8  | 6 | Нгуен Тан Зунг (р.1949)           |                      | 3 | 27 июня 2006     | 6 апреля 2016    | 11 созыв (2002—2007) |                      |                      |
| 8  | 6 | Нгуен Тан Зунг (р.1949)           | 12 созыв (2007—2011) | 3 | 27 июня 2006     | 6 апреля 2016    |                      |                      |                      |
| 8  | 6 | Нгуен Тан Зунг (р.1949)           | 13 созыв (2011—2016) | 3 | 27 июня 2006     | 6 апреля 2016    |                      |                      |                      |
| 9  | 7 | Нгуен Суан Фук (р.1954)           |                      | 6 | 7 апреля 2016    | 5 апреля 2021    | 13 созыв (2011—2016) | 13 созыв (2011—2016) |                      |
| 9  | 7 | Нгуен Суан Фук (р.1954)           | 14 созыв (2016—2021) | 6 | 7 апреля 2016    | 5 апреля 2021    |                      |                      |                      |
| 10 | 8 | Фам Минь Тинь (р.1958)            |                      | 6 | 5 апреля 2021    | В должности      | 15 созыв (2021—2026) | 15 созыв (2021—2026) | 15 созыв (2021—2026) |